# Alfa Romeo Mille
L’Alfa Romeo Mille è stato un autocarro prodotto dall'Alfa Romeo dal 1958 al 1965.

## Storia
Presentato al Salone di Torino 1957 e commercializzato dall'anno successivo, segnava una svolta rispetto al 950, ultima evoluzione di un progetto nato a fine anni Trenta con l'800. La versione base è l'autocarro a due assi; su richiesta era disponibile una versione trattore e allestimenti a tre o quattro assi. Del Mille vennero anche realizzate delle versioni speciali per il trasporto dei motori aeronautici e delle autovetture dell'Alfa Romeo.
A causa della concorrenza, della crisi economica e del disinteresse dell'Alfa per il settore, la produzione del modello cessò nel 1965, dopo 2518 esemplari costruiti. Le cabine di guida erano realizzate dall'Aerfer, i telai dalla Oto Melara, mentre la meccanica e il montaggio erano realizzate negli stabilimenti di Pomigliano d'Arco. Dal 1957 la brasiliana FNM impiegò i motori del Mille per il suo camion D-11000, prodotto sino al 1972, anno in cui fu sostituito dalla serie 180/210, prodotta fino al 1979 e che del Mille adottava la cabina di guida.
L'Alfa Romeo Mille fu l'ultimo mezzo commerciale pesante prodotto dalla Casa del biscione. Per l'epoca, l'Alfa Romeo Mille è stato tra gli autocarri più innovativi.

## Caratteristiche tecniche
Il modello aveva montato da un motore Diesel a iniezione diretta a 6 cilindri da 11.050 cm3 di cilindrata, che erogava una potenza di 163 CV a 2000 giri/min. Il cambio era uno ZF con riduttore a comando elettropneumatico, e poteva raggiungere una velocità massima di 60 km/h; la portata utile era di 80 quintali. Nel 1960 fu omologata la versione Mille A (dove la "A" stava per "Aggiornato"), con motore potenziato a 174 CV. La dotazione di serie comprendeva servosterzo e freno motore.